# Bassaniodes robustus
Bassaniodes robustus es una especie de araña cangrejo del género Bassaniodes, familia Thomisidae. Fue descrita científicamente por Hahn en 1832.
Está registrado en la lista de fauna de Parley Common, un sitio de especial interés científico en Dorset, Inglaterra.

## Distribución
Esta especie se encuentra desde Europa hasta Asia Central.